# 미노타우로스
미노타우로스(고대 그리스어: Μινώταυρος) 혹은 아스테리온은 그리스 신화에 나오는 괴물이다. 고전 고대 시대에는 황소의 머리와 꼬리를 가진 인간의 몸을 한 괴물: 34 또는 로마의 시인 오비디우스에 의해 "부분적으로 인간이고 부분적으로 황소"인 존재로 묘사되었다. 크레타의 왕 미노스의 명령에 따라 건축가 다이달로스와 그의 아들 이카로스가 설계한 정교한 미로 형태의 건축물인 미궁의 중심에 살았다. 전통에 따르면, 아테네 사람들은 안드로게오스 왕자의 죽음에 대한 보복으로 미노스 왕의 강요에 의해 9년에 한 번씩 14명의 젊은 귀족 시민 (남성 7명, 여성 7명)을 미노타우로스에게 제물로 바쳐야 했다. 미노타우로스는 결국 아테네의 영웅 테세우스에 의해 살해되었는데, 그는 왕의 딸 아리아드네가 건넨 실 덕분에 미궁을 헤쳐나갈 수 있었다.

## 어원
"미노타우로스"라는 단어는 고대 그리스어 Μινώταυρος el에서 유래했는데, 이는 합성어로 미노스의 이름 Μίνως와 "황소"를 의미하는 명사 ταῦρος 타우로스의 합성어이다. 따라서 이는 "미노스의 황소"로 번역된다. 크레타에서 미노타우로스는 아스테리온 또는 아스테리우스(Ἀστερίων)라는 이름으로 알려져 있었는데, 이는 미노스의 양아버지와 공유하는 이름이다.
"미노타우로스"는 원래 이 신화적 인물을 지칭하는 고유명사였다. 즉, 미노타우로스는 단 한 마리만 존재했다. 이와 대조적으로, 20세기 판타지 장르 소설에서 황소 머리를 한 일반적인 "종"의 구성원을 지칭하는 보통명사로서의 "미노타우로스"는 훨씬 나중에 발전했다.
미노타우로스는 라틴어로 Minotaurus, 에트루리아어로 Θevrumineš라고 불렸다.

## 출생과 미궁

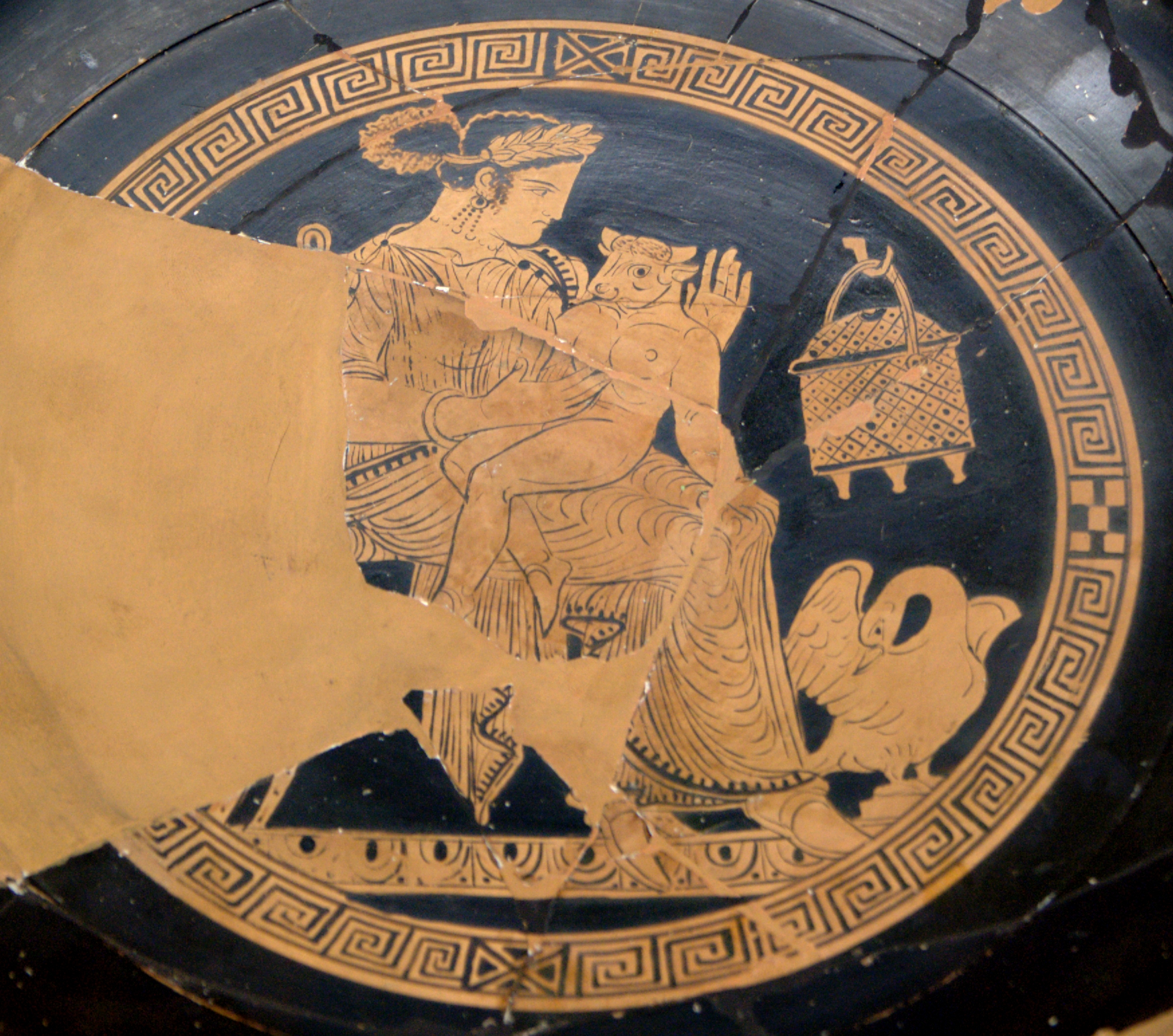
파시파에와 어린 미노타우로스. 에트루리아 불키에서 발견된 아티키아 적화(赤畫) 킬릭스. 이탈리아. 현재 파리의 메달실에 소장되어 있다.

크레타 섬의 왕위에 오른 미노스는 형제들과 통치권을 놓고 다투었다. 미노스는 바다의 신 포세이돈에게 신의 은총을 증명할 눈처럼 흰 황소를 보내달라고 기도했다. 미노스는 황소를 포세이돈에게 바쳐야 했지만, 황소의 아름다움 때문에 그는 대신 황소를 자신을 위해 보관하기로 결정했다. 미노스는 신이 다른 희생물을 받아들일 것이라고 믿었다. 미노스를 벌하기 위해 포세이돈은 아프로디테와 함께 미노스의 아내 파시파에가 그 황소와 사랑에 빠지게 만들었다. 파시파에는 명장 다이달로스에게 속이 비어있는 나무 암소를 만들어 달라고 했고, 그녀는 그 안에 들어가 황소를 유혹하여 황소와 교접했다. 그녀는 임신하여 아스테리우스, 즉 미노타우로스를 낳았고, 이로써 그는 헬리오스의 손자가 되었다. 파시파에는 미노타우로스를 길렀지만, 그는 점차 커가면서 흉포해져 통제가 불가능해졌다. 미노스는 여자와 짐승 사이에서 태어난 비정상적인 자손인 미노타우로스에게는 자연적인 식량원이 없었으므로 인간을 잡아먹었다. 미노스는 델포이의 신탁의 조언에 따라 다이달로스에게 미노타우로스를 가둘 거대한 미궁을 짓게 했다. 그 미궁의 위치는 크노소스에 있는 미노스의 궁전 근처였다.

## 모습
미노타우로스는 일반적으로 고전 예술에서 인간의 몸에 황소의 머리와 꼬리를 가진 모습으로 표현된다. 소포클레스의 트라키스 여인들에 따르면, 강물 정령 아켈로오스가 데이아네이라를 유혹했을 때, 그가 취한 모습 중 하나는 황소 머리를 한 남자였다. 고전 고대부터 르네상스에 이르기까지, 미노타우로스는 미궁의 많은 묘사에서 중심에 나타난다. 오비디우스의 라틴어 미노타우로스 설명은 어떤 부분이 황소이고 어떤 부분이 인간인지 묘사하지 않았으며, 중세 시대에 가장 널리 알려졌는데, 이후 몇몇 버전에서는 황소 몸에 인간의 머리와 몸통이 달린 모습, 즉 고전적인 모습과는 반대로 켄타우로스를 연상시키는 모습으로 나타난다. 이 대안적인 전통은 르네상스 시대까지 이어졌으며, 존 드라이든이 베르길리우스의 아이네이스 6권에 나오는 미노타우로스 묘사를 상세하게 번역한 부분에 반영되어 있다. "아랫부분은 짐승, 윗부분은 인간 / 그들의 더러운 사랑의 기념물." 이는 이디스 해밀턴의 신화(1942)를 위한 스틸 새비지의 삽화와 같은 일부 현대적 묘사에서도 여전히 나타난다.

## 테세우스와 미노타우로스의 최후

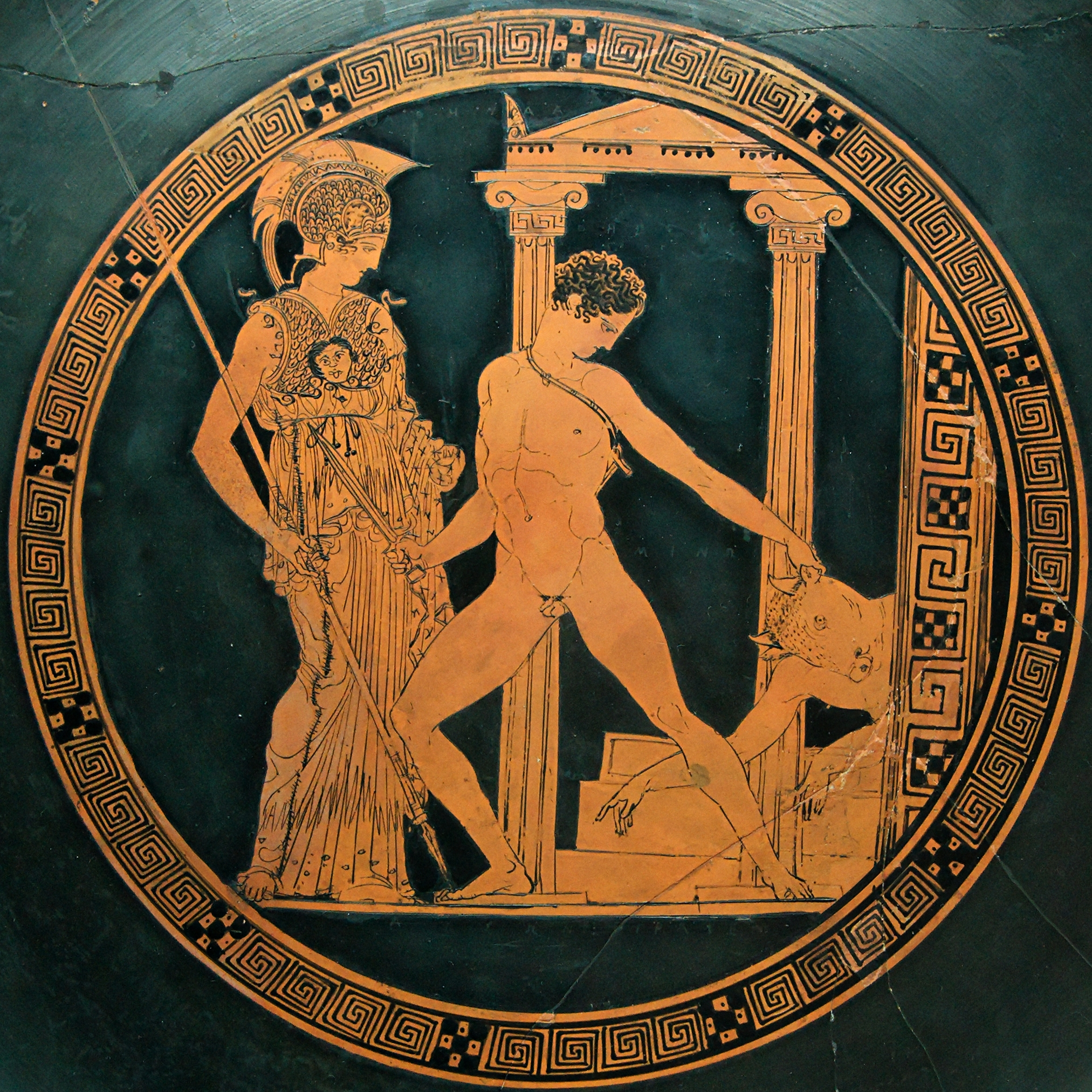
톤도는 기원전 435년경 아테나가 있는 곳에서 테세우스가 미노타우로스를 물리치는 모습을 보여준다.

모든 이야기는 미노스 왕의 아들 안드로게오스 왕자가 사망했고, 그 책임이 아테네인들에게 있었다는 점에 동의한다. 젊은 아테네 남녀의 희생은 그의 죽음에 대한 대가였다.
어떤 버전에서는 그가 파나텐 축제에서 거둔 승리에 대한 아테네인들의 질투 때문에 살해당했다고 하며, 또 다른 버전에서는 그가 마라톤에서 어머니의 옛 황소 애인이었던 크레타의 황소에게 죽임을 당했다고 하는데, 이는 아테네의 왕 아이게우스가 안드로게오스에게 그 황소를 죽이라고 명령했기 때문이라고 한다. 일반적인 전통은 미노스가 아들의 죽음에 대한 복수 전쟁을 벌여 승리했다고 전한다. 아테네가 전쟁에서 패배한 결과는 젊은 남녀를 정기적으로 희생시키는 것이었다. 파우사니아스 (지리학자)의 신화 설명에 따르면 미노스가 아테네에 함대를 이끌고 단순히 아테네인들이 아이들을 제물로 보내는 데 동의할 때까지 괴롭혔다고 한다. 미노타우로스 탄생에 대한 그의 설명에서 카툴루스는 "잔혹한 역병에 의해 안드로게오스 살해에 대한 벌을 치르도록 강요받았다"는 또 다른 버전을 언급한다. 크레타 왕자의 죽음에 대한 신성한 보복으로 인한 역병을 막기 위해 아이게우스는 미궁으로 "미노타우로스를 위한 만찬으로 젊은 남자들과 미혼 소녀들 중 최고를 동시에" 보내야 했다. 일부 설명에서는 미노스가 매 7년(또는 9년)마다 제비뽑기로 뽑힌 아테네 젊은 남자 7명과 처녀 7명을 요구했다고 하며, 어떤 버전에서는 매년 요구했다고 한다.

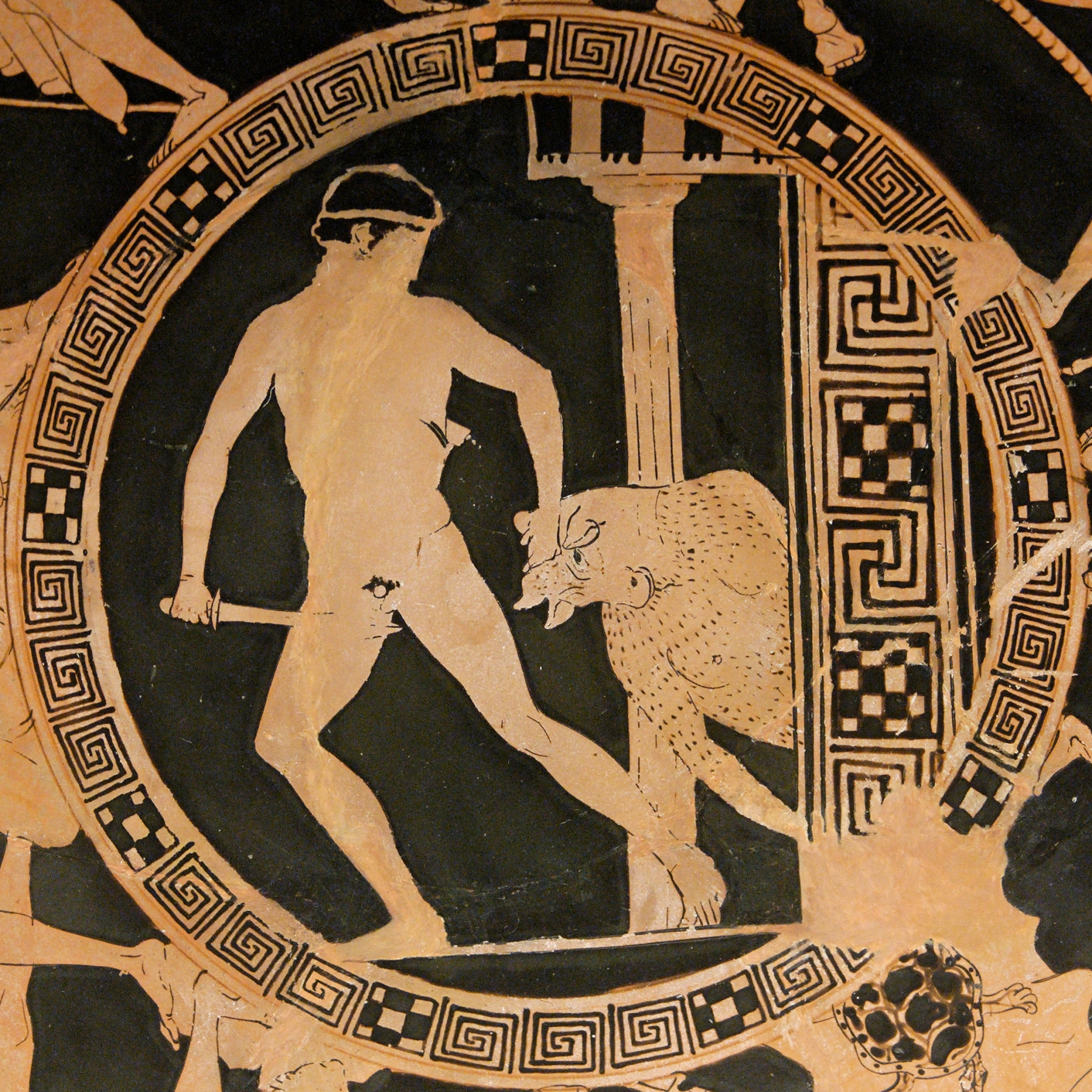
기원전 440-430년경 제작된 적화(赤畫) 킬릭스에 그려진 테세우스가 미노타우로스를 미궁 밖으로 끌어내는 모습.

세 번째 희생 제물 바칠 때가 다가오자, 아테네의 왕자 테세우스는 미노타우로스를 처치하기 위해 자원했다. 이소크라테스는 테세우스가 자식의 생명을 적에게 바치는 도시를 다스리기보다 죽음을 택하겠다고 생각했다고 진술한다. 그는 아버지 아이게우스에게 아테네에서 크레타로 희생 제물들을 싣고 가는 배의 암울한 검은 돛을 바꾸고, 성공하면 돌아오는 길에 흰 돛을 올리겠다고 약속했다. 만약 그가 죽으면 승무원들은 검은 돛을 그대로 둘 것이었다.
크레타에서 미노스의 딸 아리아드네는 테세우스와 격렬하게 사랑에 빠졌고, 그가 미궁을 헤쳐나갈 수 있도록 도왔다. 대부분의 기록에 따르면 그녀는 그에게 실타래를 주어 길을 되짚어 나갈 수 있도록 했다. 다양한 고전 문헌과 묘사에 따르면, 테세우스는 맨손으로, 때로는 몽둥이나 칼로 미노타우로스를 죽였다. 그는 그 후 아테네인들을 미궁 밖으로 이끌었고, 그들은 아리아드네와 함께 크레타를 떠나 항해했다. 집으로 돌아오는 길에 테세우스는 낙소스섬에 아리아드네를 버려두고 아테네로 돌아왔다. 돌아오는 일행은 약속된 흰 돛 대신 검은 돛을 그대로 두었고, 수니온 곶의 망루에서 아이게우스 왕은 검은 돛을 단 배가 다가오는 것을 보았다. 아들이 죽었다고 단정하고 그는 자신의 이름을 딴 바다로 뛰어들어 자살했다. 그의 죽음으로 테세우스는 왕위에 올랐다.

## 해석

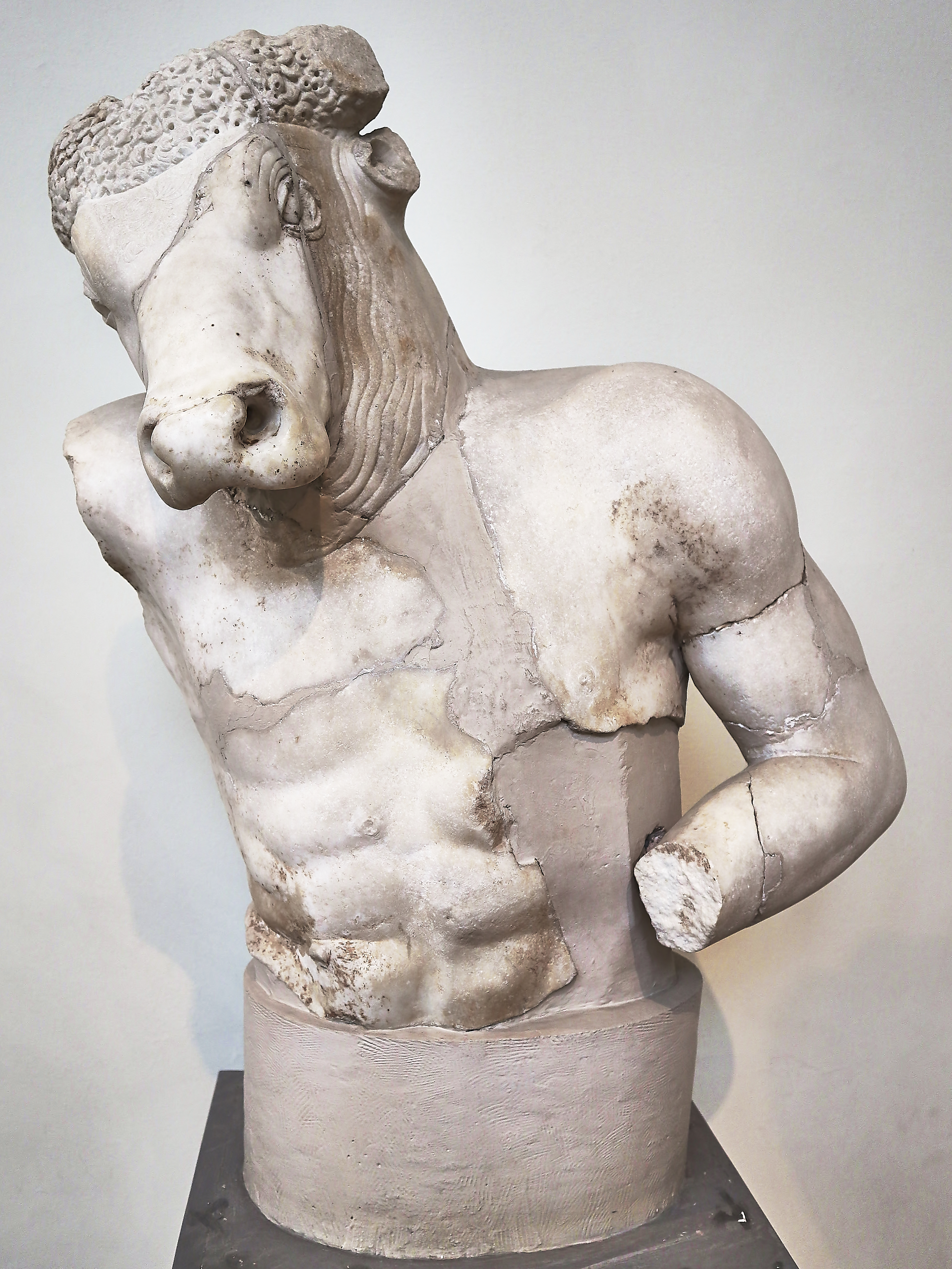
미노타우로스 상 (로마 시대 미론 원본의 복제품), 아테네 국립 고고학 박물관

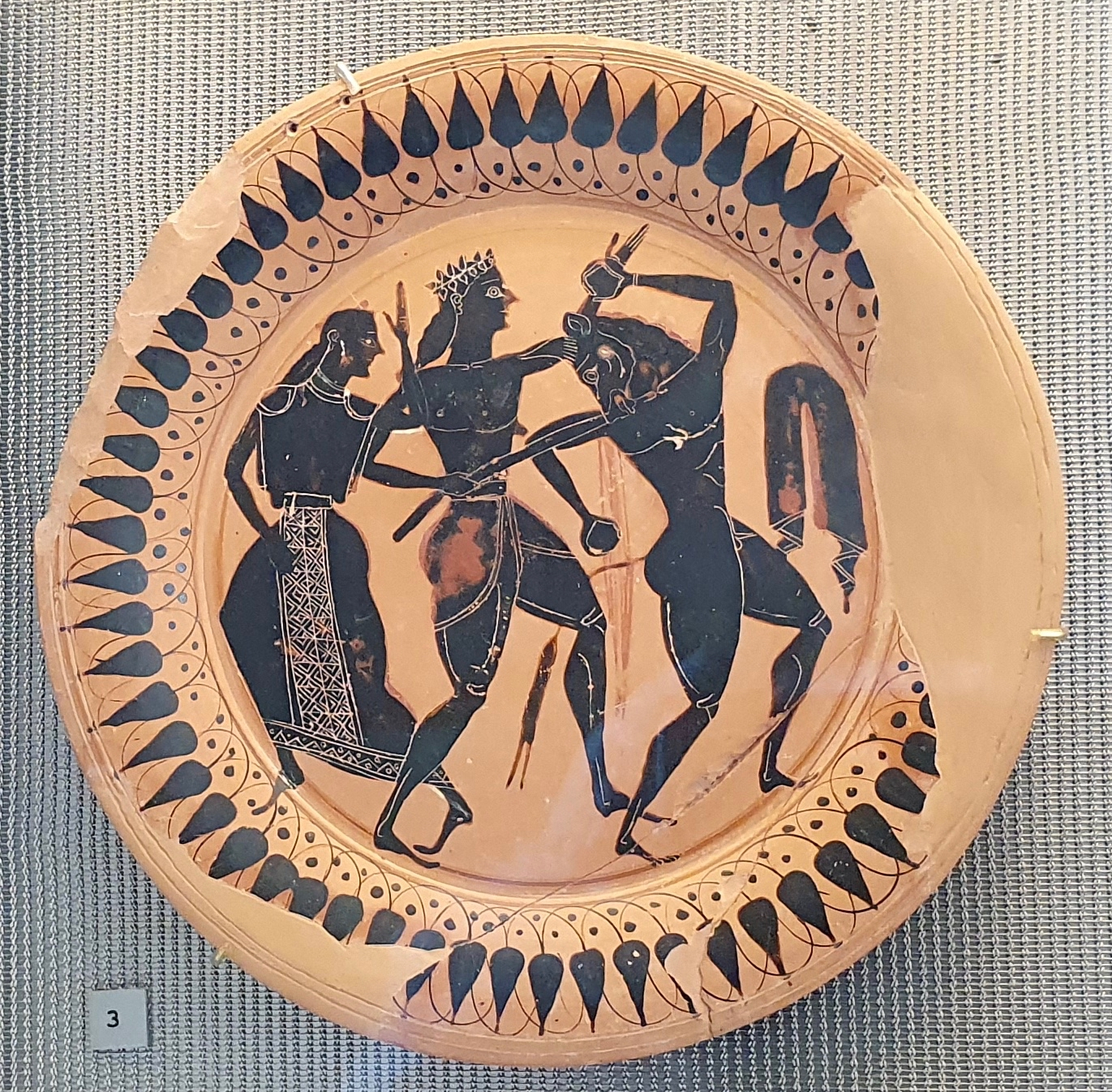
기원전 550-540년경 아리아드네가 있는 것으로 추정되는 곳에서 미노타우로스와 씨름하는 테세우스

테세우스와 미노타우로스의 싸움은 그리스 예술에서 자주 묘사되었다. 크노소스의 디드라크마는 한 면에 미궁을, 다른 면에는 작은 공들의 반원(아마도 별들을 의미하는 듯)으로 둘러싸인 미노타우로스를 보여주는데, 이 괴물의 이름 중 하나는 아스테리온 또는 아스테리우스("별")였다. 
파시파에는 미노타우로스라고 불리는 아스테리우스를 낳았다. 그는 황소의 얼굴을 하고 있었지만 나머지 몸은 인간이었다. 미노스는 특정 신탁에 따라 그를 미궁에 가두어 지켰다.
미노스 궁전의 크노소스 유적은 발견되었지만, 미궁은 결코 발견되지 않았다. 궁전 내에 수많은 방, 계단, 복도가 있었기 때문에 일부 고고학자들은 궁전 자체가 미궁 신화의 기원이라고 제안했으며, 1300개 이상의 미로 같은 구획이 있었다는 주장도 있었으나, 이 아이디어는 현재 일반적으로 신뢰를 잃었다.
호메로스는 아킬레우스의 방패를 묘사하면서 다이달로스가 아리아드네를 위한 의식용 춤 공간을 만들었다고 언급했지만, 이를 미궁이라는 용어와 연결시키지는 않았다.
일부 19세기 신화학자들은 미노타우로스가 태양을 의인화한 것이자 페니키아인들의 바알-몰록을 미노스 문명에 맞게 변형한 것이라고 제안했다. 이 경우 테세우스가 미노타우로스를 죽인 것은 미노스 크레타와의 조공 관계를 끊은 아테네의 기억으로 해석될 수 있다.
아서 버나드 쿡에 따르면, 미노스와 미노타우로스는 동일 인물의 다른 형태로, 크레타인들의 태양신을 상징하며 태양을 황소로 묘사했다. 그와 제임스 조지 프레이저는 파시파에와 황소의 결합을 성스러운 의식으로 설명하는데, 크노소스의 여왕이 황소 형태의 신과 결혼했으며, 이는 아테네의 참주 아내가 디오니소스와 결혼하는 것과 같다고 보았다. 팔라리스의 이야기를 고려할 때, 미노스의 역사적 인물성을 부정하지 않는 E. 포티에는 크레타(그곳에는 라브리스 숭배와 함께 황소 숭배가 존재했을 수 있다)에서 희생자들이 뜨겁게 달궈진 놋쇠 황소의 뱃속에 갇혀 고문을 당했을 가능성이 있다고 보았다. 섬에 상륙하는 이방인들을 뜨겁게 달궈진 채 포옹하여 죽인 크레타의 황동 인간 탈로스의 이야기도 아마 비슷한 기원을 가졌을 것이다.

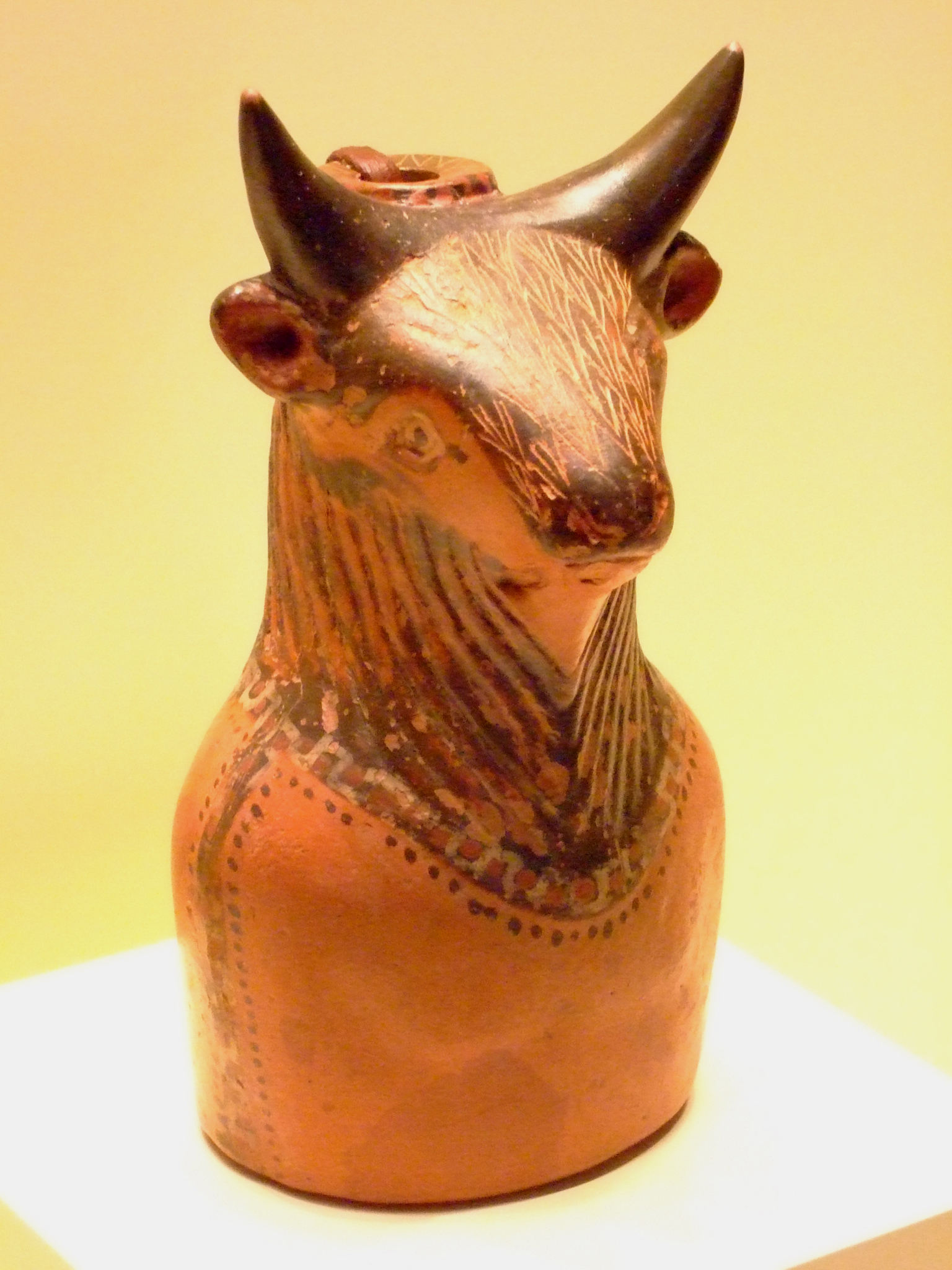
이오니아식 미노타우로스 모양 향수병

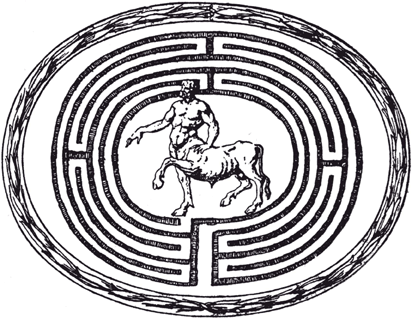
16세기 피렌체 스트로치 궁전의 메디치 컬렉션 보석에 새겨진 미노타우로스와 미궁의 모습.

케레니 카로이는 미노타우로스, 즉 아스테리우스를 디오니소스와 비견되는 별과 관련된 신으로 보았다. 5세기부터 크노소스에서 발행된 동전에는 미궁 문양이 새겨진 여신 머리가 곡물 화관으로 장식되어 있거나, 황소 머리, 또는 별이 그려져 있었다. 케레니는 미궁 속의 별이 사실 아스테리우스였으며, 미노타우로스를 미궁의 여주인으로 알려진 여신과 관련된 크레타의 "빛나는" 신으로 만들었다고 주장했다.
지질학적 해석도 존재한다. 미노타우로스를 칼리마코스가 "잔인한 울부짖음"이라고 묘사한 초기 기록을 인용하며,
그것이 지하 미궁에서 내는 소리와 이 지역의 광범위한 지각 활동을 인용하여, 과학 저널리스트 맷 캐플란은 이 신화가 지질학에서 비롯되었을 가능성이 있다고 이론화했다.

### 이미지 갤러리

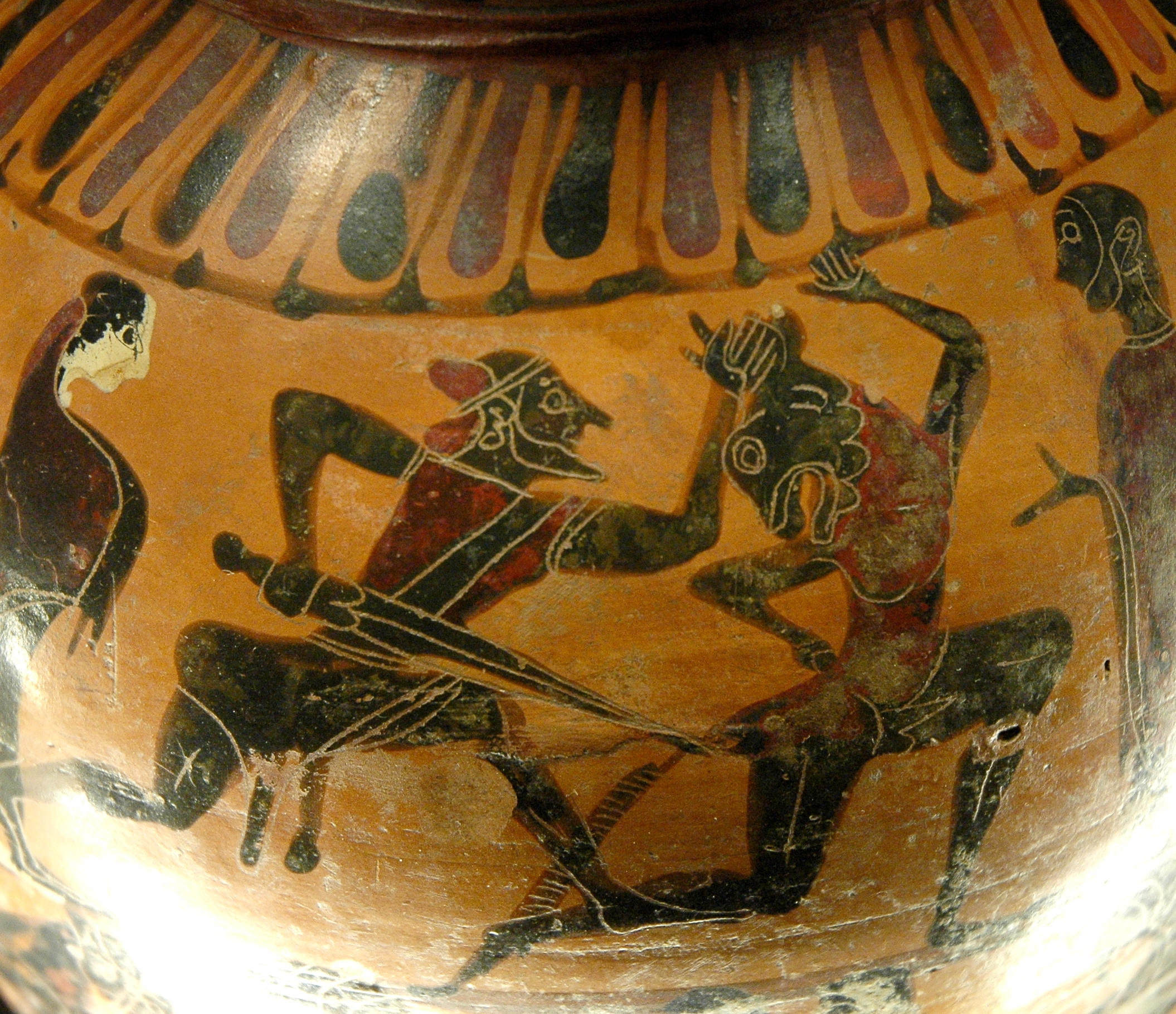
테세우스와 미노타우로스. 아티키아 흑화식 암포라의 세부 묘사, 기원전 575년–550년경.
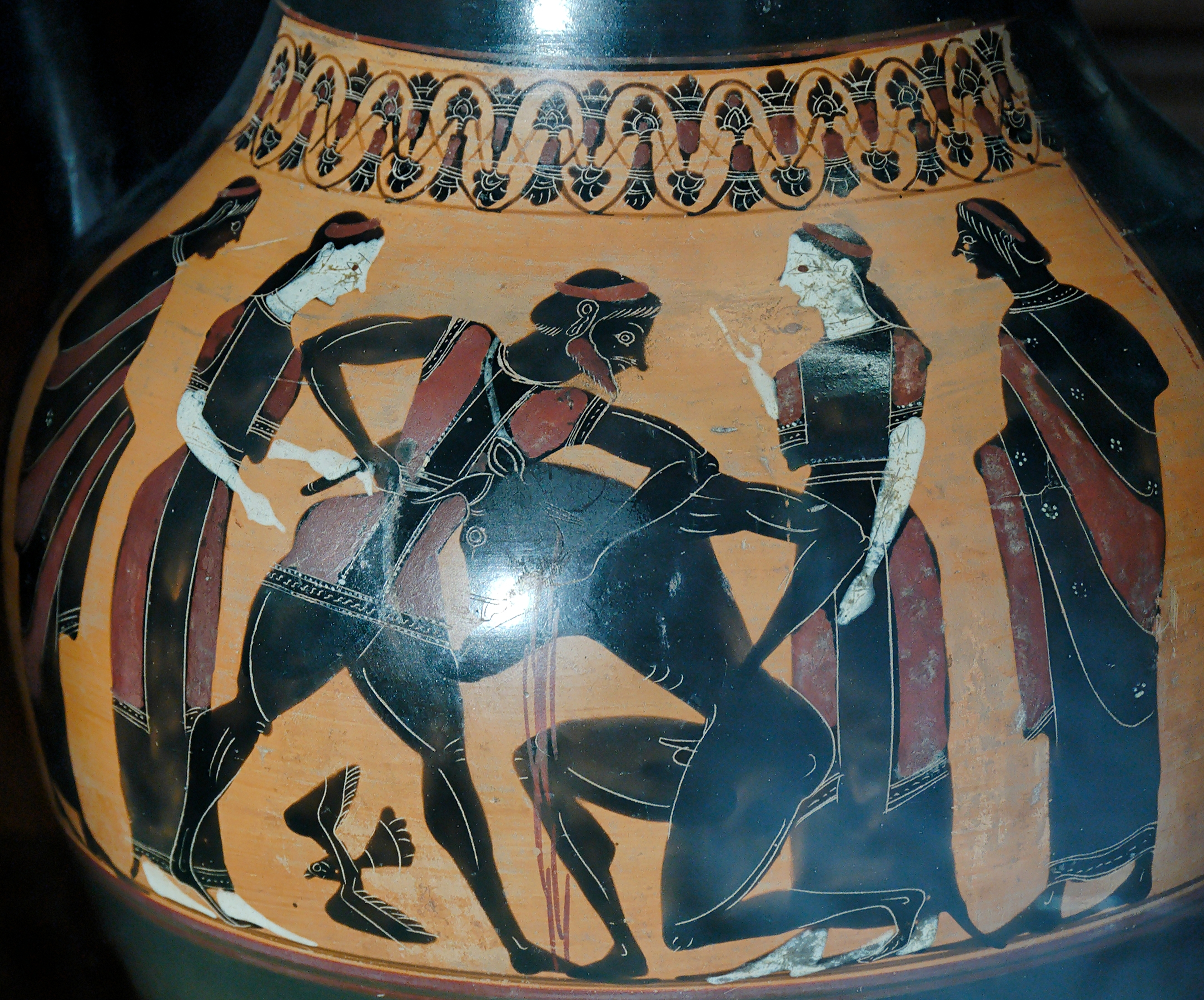
테세우스와 미노타우로스. 흑화식 아티키아 암포라의 A면, 기원전 540년경.
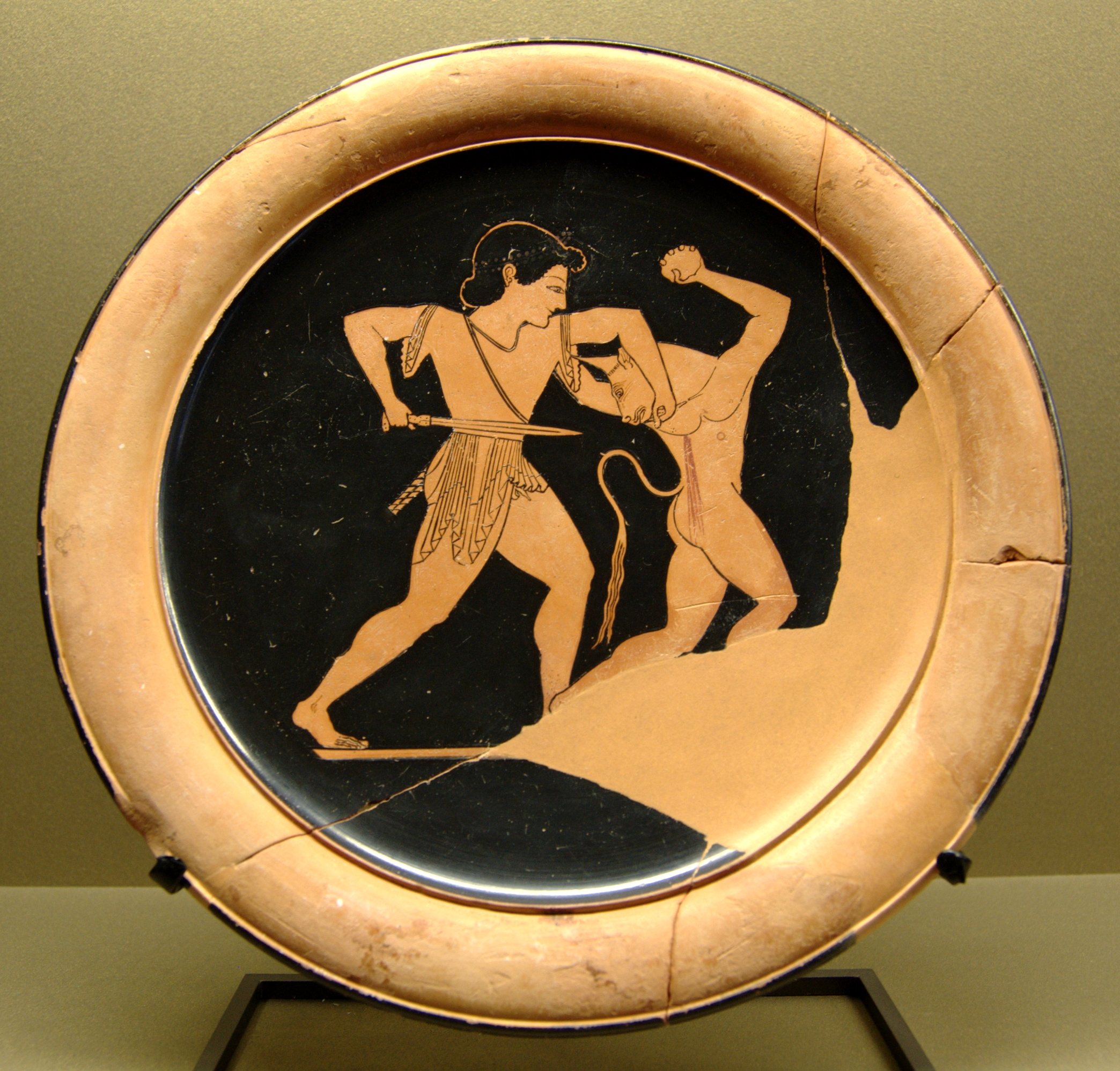
테세우스와 미노타우로스. 아티키아 적화식 접시, 기원전 520–510년.
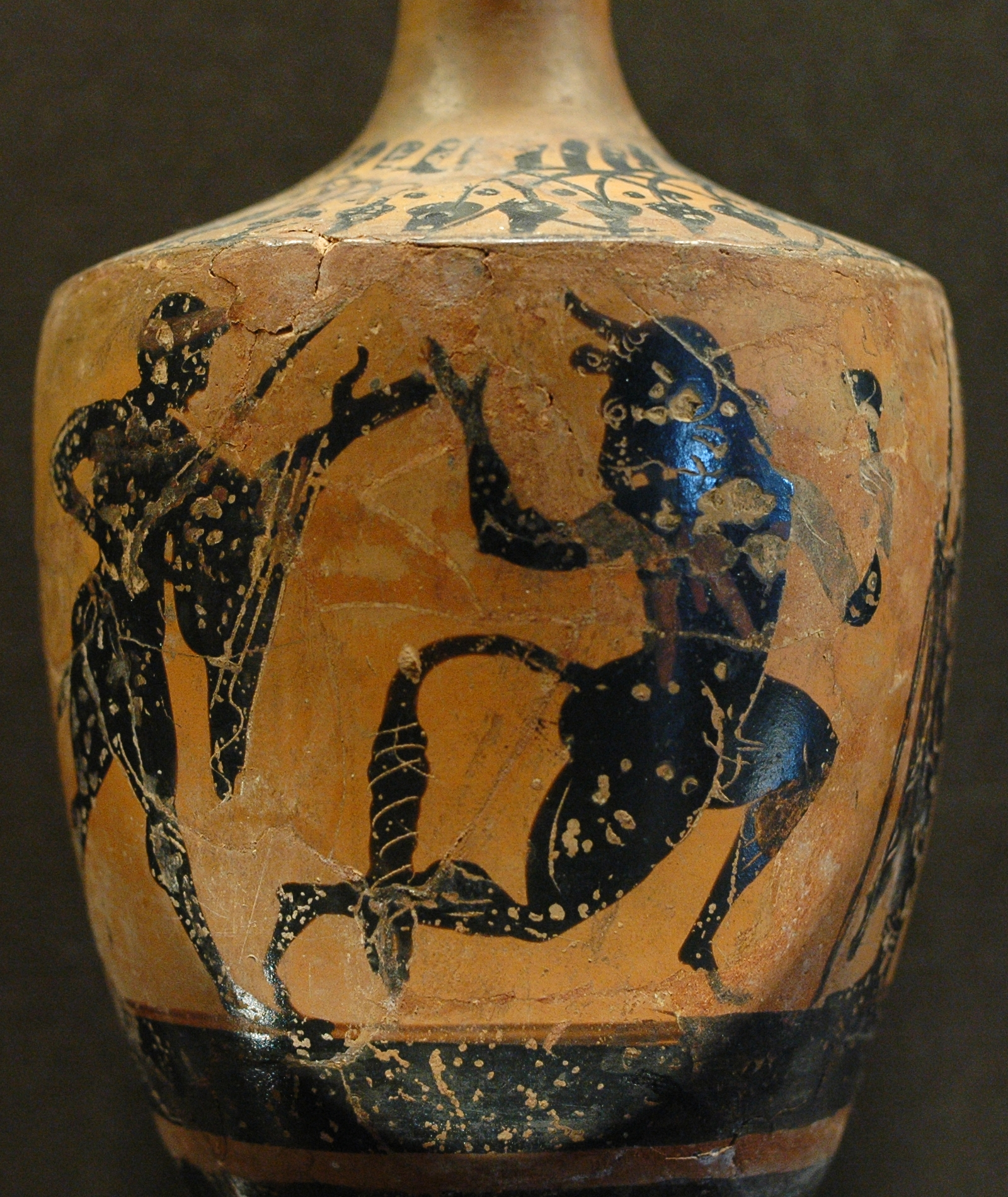
테세우스와 미노타우로스. 아티키아 흑화식 레키토스, 기원전 500–475년. 크림반도 출토.
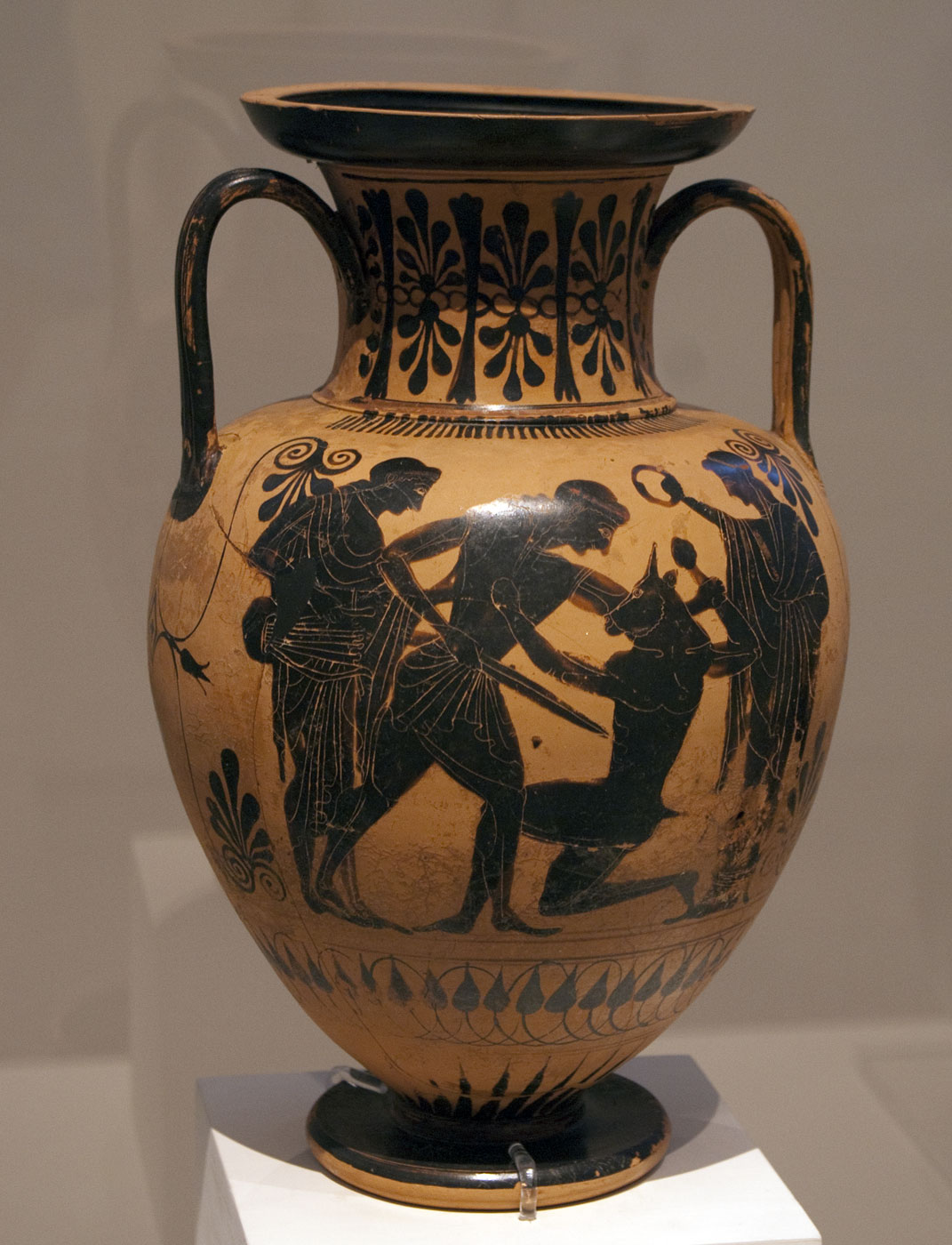
테세우스와 미노타우로스, 흑화식 암포라, 기원전 480년경.
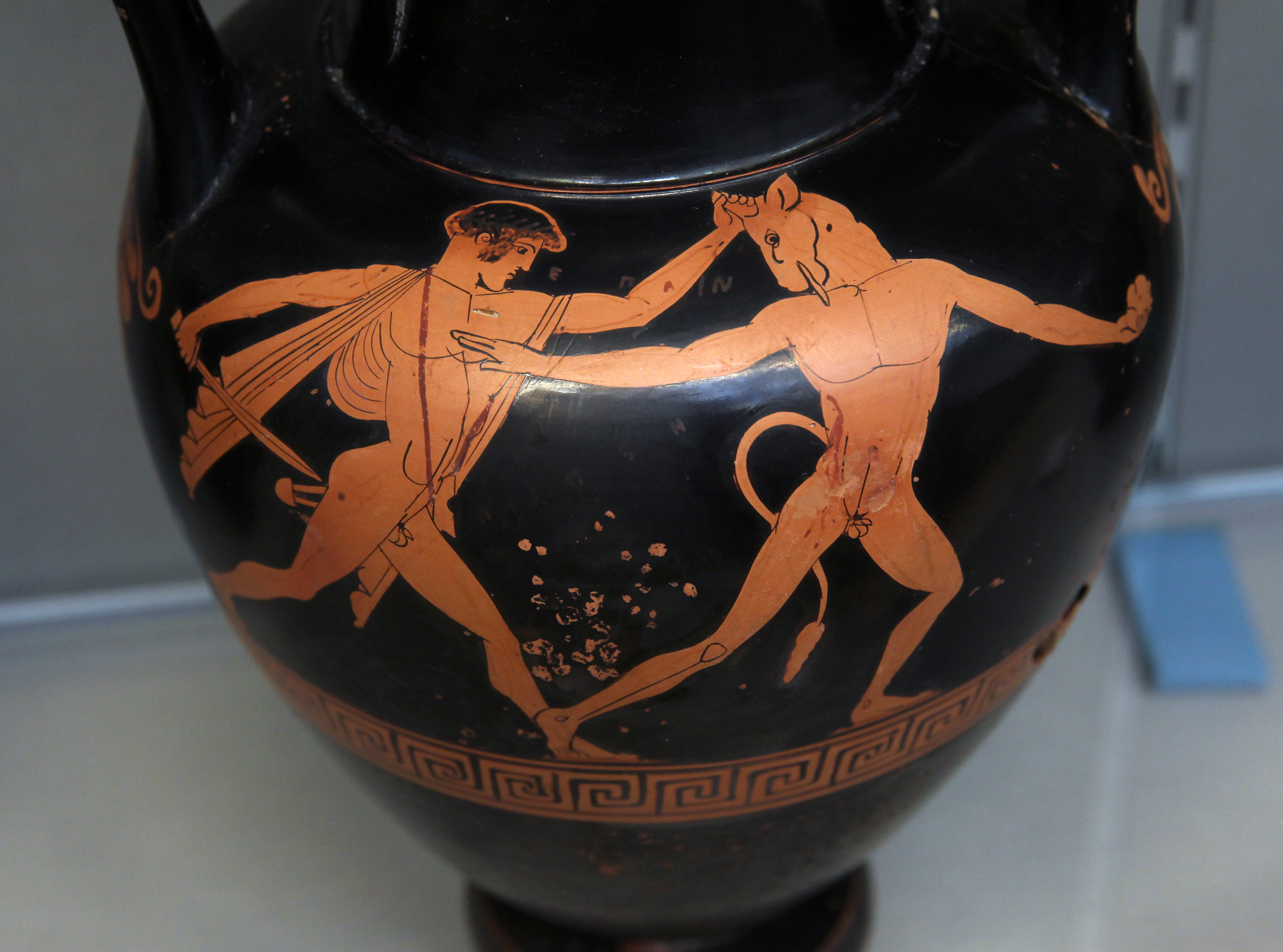
미노타우로스와 싸우는 테세우스, 적화식 암포라, 기원전 460년경.
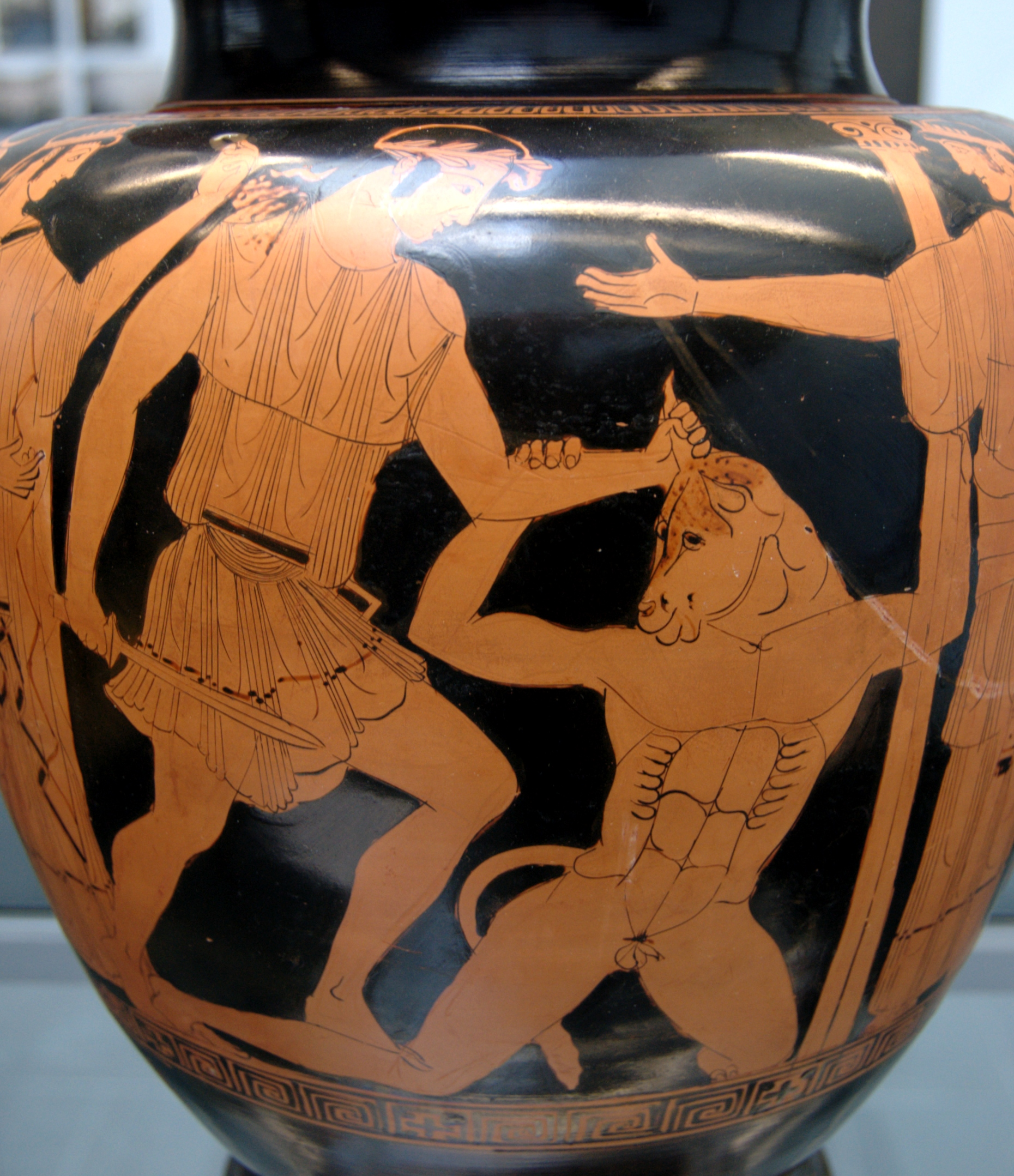
테세우스와 미노타우로스. 아티키아 적화식 스타므노스의 A면, 기원전 460년경.
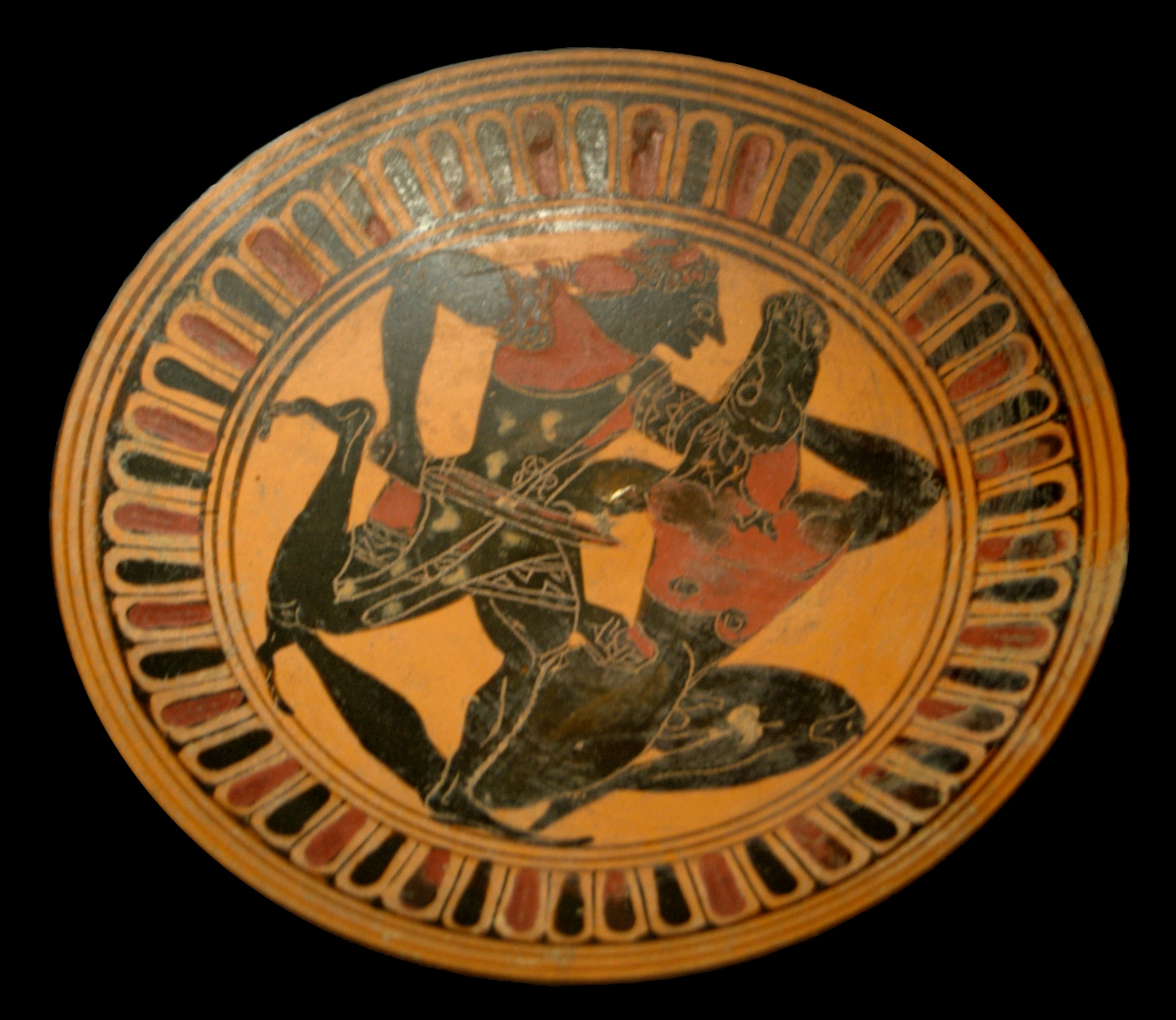
테세우스와 미노타우로스, 아티키아 흑화식 킬릭스 톤도, 기원전 450–440년경.

## 대중 문화

### 단테의지옥

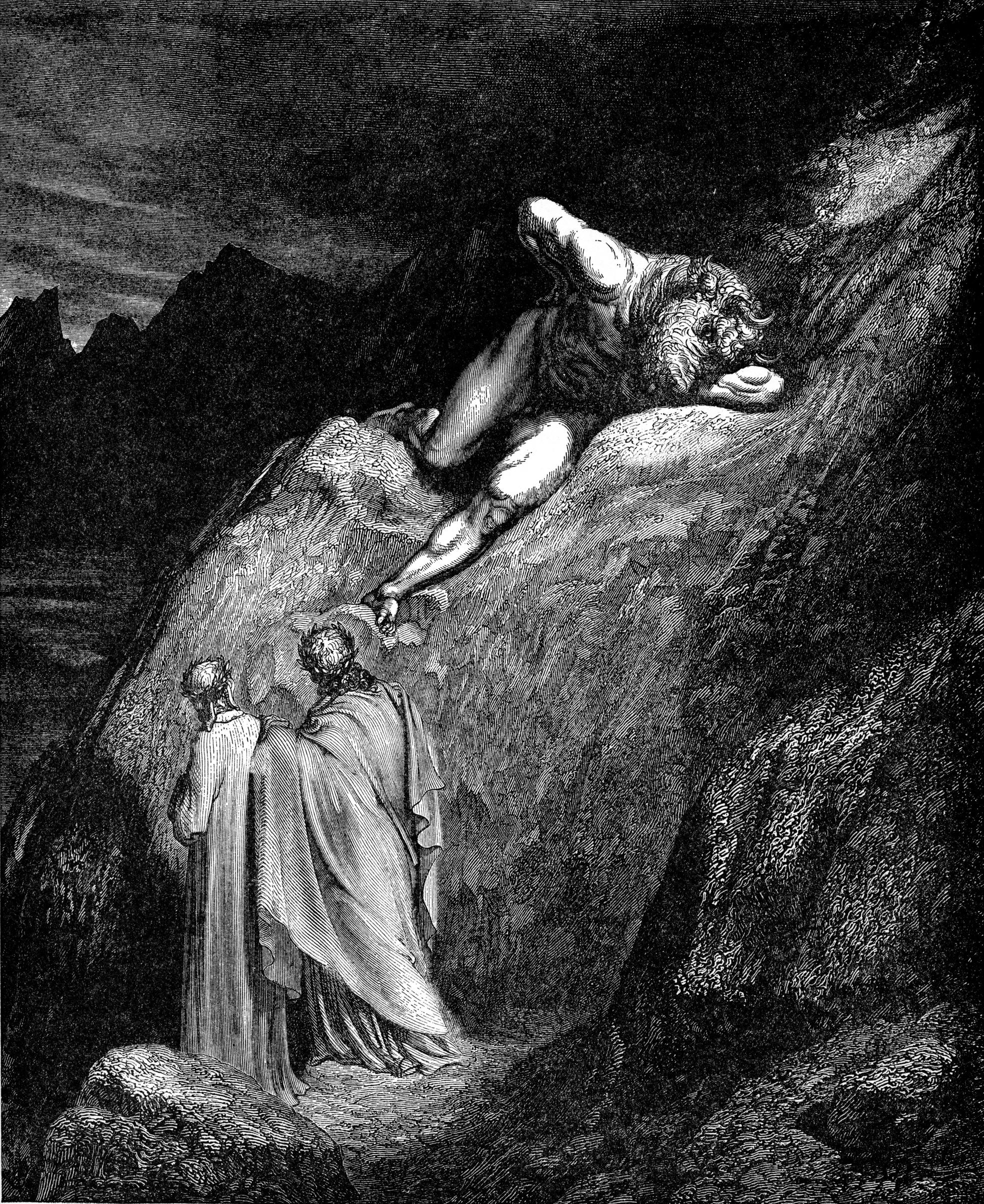
단테와 베르길리우스가 미노타우로스를 만나는 장면, 귀스타브 도레의 삽화

미노타우로스(infamia di Creti, 이탈리아어로 '크레타의 오명')는 단테의 지옥 12곡(12–13행, 16–21행)에 짧게 등장하며, 단테와 그의 안내자 베르길리우스는 바위가 흩어진 비탈을 헤치고 지옥의 일곱 번째 원으로 들어가려 한다. 단테와 베르길리우스는 "피의 사람들", 즉 폭력적인 성격으로 저주받은 자들 사이에서 이 짐승을 처음 만난다. 일부 해설가들은 단테가 고전적 전통을 뒤집어 이 짐승에게 황소의 몸에 인간의 머리를 부여했다고 믿지만, 이러한 묘사는 이미 중세 시대에 나타났었다.(pp.  116–117)
 나의 현명한 이가 그에게 외쳤네: "혹시 그대는 여기가 아테네의 공작이라고 생각하는가, 세상에서 그대에게 죽음을 안겨준 자? 물러가라, 짐승이여, 이 사람은 그대의 누이에게 가르침을 받아 온 것이 아니니, 그대의 고통을 보러 가는 길이다."

 — 지옥, 12곡, 16–20행

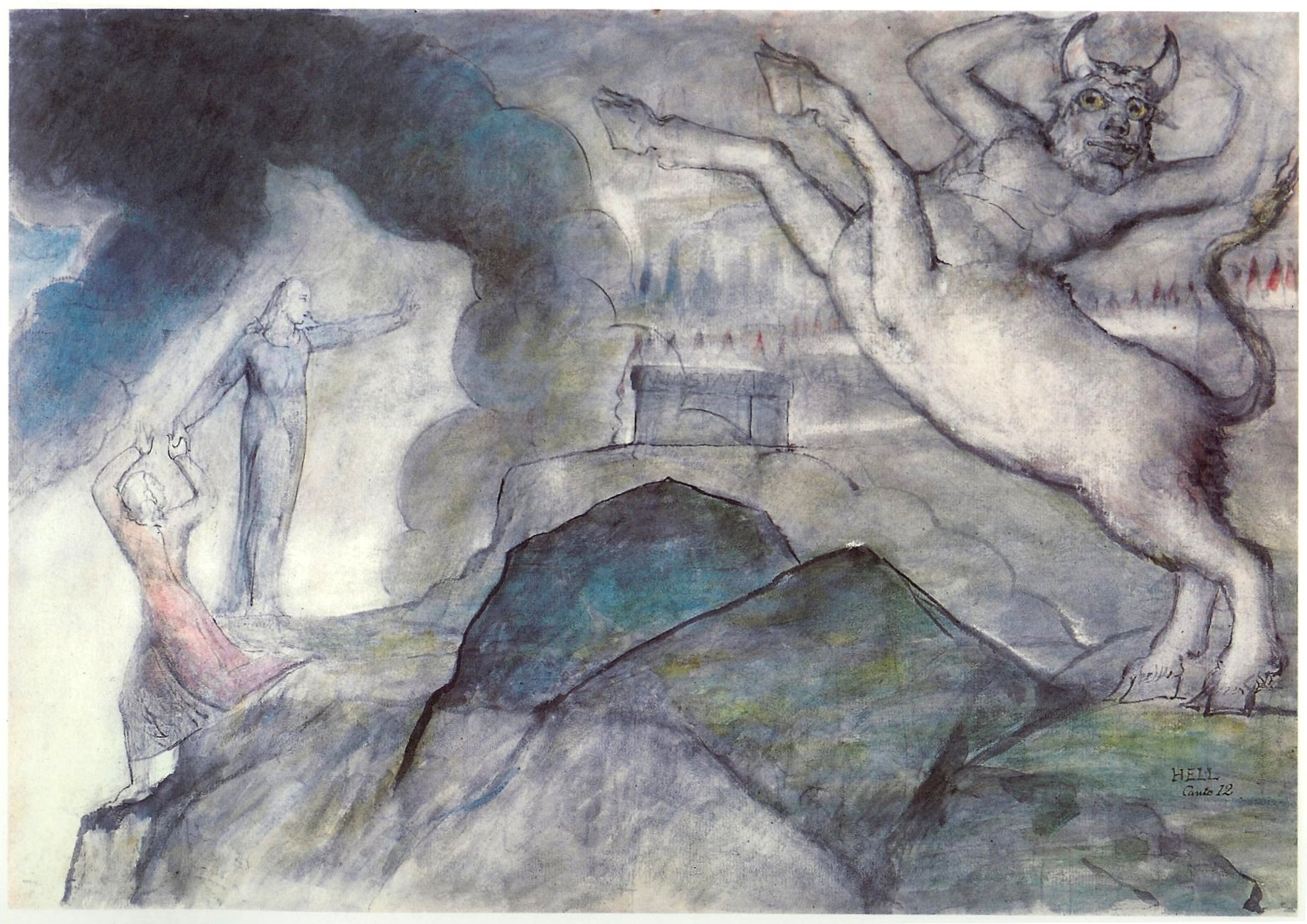
윌리엄 블레이크의 지옥 12곡 삽화 미노타우로스 이미지

이 구절에서 베르길리우스는 미노타우로스를 도발하여 주의를 돌리고, 미노타우로스에게 아테네 공작 테세우스가 괴물의 이복 누이 아리아드네의 도움으로 그를 죽였다는 사실을 상기시킨다. 미노타우로스는 베르길리우스와 단테가 디스 시 성벽 안에서 처음 만나는 지옥의 수호자이다.
미노타우로스는 마치 16곡에서 게리온이 사기를 상징하는 것처럼 폭력 영역 전체를 상징하며, 일곱 번째 원 전체의 문지기 역할을 한다.
조반니 보카치오는 코메디아에 대한 문학적 해설에서 미노타우로스에 대해 이렇게 썼다. "그가 자라서 가장 사나운 동물, 믿을 수 없는 힘을 가진 동물이 되었을 때, 미노스는 그를 미궁이라는 감옥에 가두고, 잔혹한 죽음을 원했던 모든 자들을 그곳으로 보냈다고 한다." 단테 가브리엘 로세티는 자신의 해설에서, 미노타우로스를 일곱 번째 원 안의 세 가지 폭력적인 죄에 비유한다. "삼분된 원의 가장자리에 위치한 미노타우로스는 시에 따르면 스스로를 물어뜯었고(자신의 몸에 대한 폭력), '가짜 암소'(신의 딸인 자연에 대한 폭력)에서 잉태되었다."
베르길리우스와 단테는 그 다음 켄타우로스들(네수스, 케이론, 포올루스)을 재빨리 지나쳐 플레게톤테("피의 강")를 지키는 곳으로 가서 일곱 번째 원을 계속 통과한다.

### 초현실주의 예술

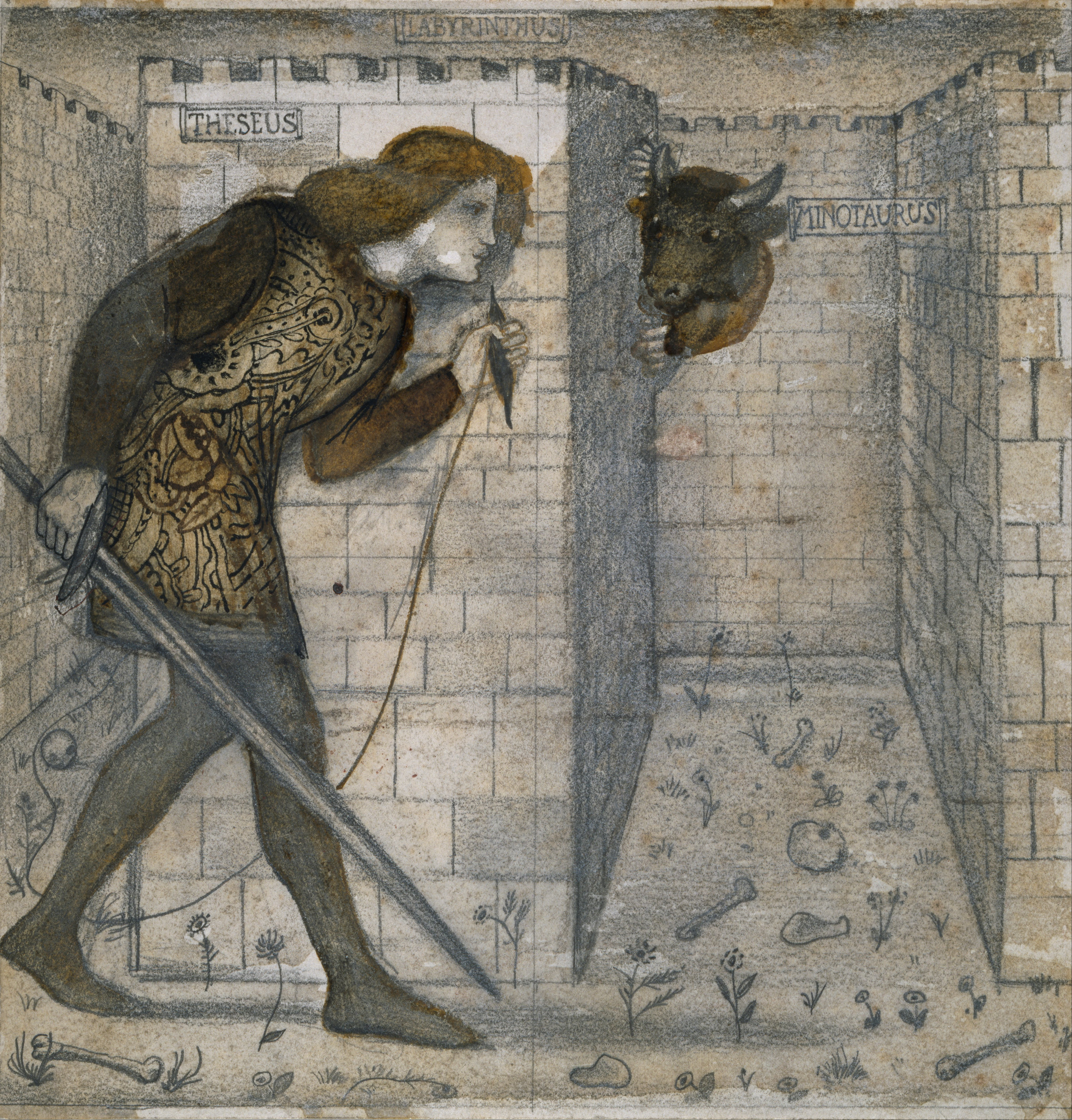
에드워드 번존스의 1861년 작품, 미궁 속 테세우스와 미노타우로스 삽화

- 파블로 피카소는 볼라르 연작에서 미노타우로스가 고통받는 모습을 보여주는 일련의 에칭을 제작했는데, 이는 스페인 투우에서도 영감을 받은 것으로 보인다.[43]

### 텔레비전, 문학 및 연극
- 아르헨티나의 작가 훌리오 코르타사르는 1949년에 연극 Los reyes (왕들)을 발표했는데, 이는 미노타우로스 이야기를 재해석한 것이다. 이 책에서 아리아드네는 테세우스가 아닌 자신의 오빠 미노타우로스를 사랑한다.[44]
- 아르헨티나 작가 호르헤 루이스 보르헤스의 단편 소설 "아스테리온의 집"은 괴물의 관점에서 미노타우로스의 이야기를 들려준다.[45]
- 아스테리온은 메리 르노의 1958년 작품인 왕은 죽어야 한다의 주요 적대자인데, 이 작품은 크노소스 발굴에 비추어 테세우스 신화를 재해석한 것이다.[46]
- 영국 작가 마크 해던은 그의 단편집 <개와 괴물들>에 "어머니의 이야기"라는 단편을 발표했는데, 이 이야기에서 해던은 신화를 상처 입은 자녀에 대한 모성애와 가부장제의 끔찍함을 보여주는 우화로 바꾼다.[47]

### 영화
- 크레타의 미노타우로스, 야수는 1960년 이탈리아 영화로, 실비오 아마디오가 감독하고 밥 머사이어스가 주연을 맡았다.[48]
- 미노타우로스는 톰 하디가 테오(테세우스) 역으로 출연한 전설의 공포 영화 각색판으로, 2006년 라이언스게이트에서 DVD로 출시되었다.[49]

### 비디오 및 롤플레잉 게임
- 던전 & 드래곤 롤플레잉 게임에서는 미노타우로스를 적이자 플레이 가능한 캐릭터로 등장시키지만, 단일 생명체에서 종으로 변형시켰다.[50][51][52]
- 2018년 액션 어드벤처 게임 어쌔신 크리드 오디세이에서 미노타우로스는 보스전에서 물리쳐야 할 전설적인 생물이다.[53][54] 여러 미션에서 테세우스와 아리아드네의 실과 같은 미노타우로스의 신화적 역사에 대한 다양한 언급이 나온다.[55][56]
- 2019년 가상 소설 게임 <미노타우로스 호텔>에서 미노타우로스 아스테리온은 연애 가능한 비플레이어블 캐릭터이다. "미노타우로스 호텔은 수상 경력에 빛나는 게이 로맨스 이야기로, 그리스 전설의 미노타우로스 아스테리온과 만나 친밀한 관계를 맺고 신화 속 존재들이 직원으로 일하는 마법 호텔을 경영하게 될 것이다."[57][58]
- 2020년 1인칭 슈팅 게임 울트라킬에는 레벨 7-1: 포킹 패스 정원에서 미노타우로스가 미니 보스로 등장한다.
- 2024년 비디오 게임 <소버린 신디케이트>에서 플레이 가능한 주요 캐릭터 중 한 명은 미노타우로스이다.[59]

## 같이 보기
- 우두귀와 마두귀 – 중국 신화에 나오는 저승의 두 수호자 또는 수호자 유형
- 사티로스 – 전설적인 인간-말(나중에는 인간-염소) 혼혈 생물(들)
- 셰두 – 황소 몸에 사람 머리를 가진 메소포타미아 신화 속 인물
- 미노타우리아 – 발칸반도 고유종인 쥐며느리사냥거미과의 속[60]

## 내용주
1. ↑  고대 그리스어: ὁ παῖς καλός, 즉 호 파이스 칼로스는 "소년이 아름답다"는 뜻으로, 아티키아 도자기에서 흔히 발견되는 금석문 형식이다.
2. ↑  i/ˈmaɪnətɔːr, ˈmɪnətɔːr/[1] US: /ˈmɪnətɑːr, -oʊ-/ [2][3]
3. ↑  
오비디우스에 따르면:
semibovemque virum semivirumque bovem,[5] 이는 그의 친구들이 그의 작품에서 삭제했으면 하는 세 구절 중 하나였지만, 그가 독립적으로 선택하여 어떤 대가를 치르더라도 보존하려 했던 세 구절 중 하나로, 알비노바누스 페도가 전하는 외경적인 일화에 기록되어 있다.[6]
4. ↑  
기원전 4세기 크레타 동전으로 거슬러 올라가는 비직관적인 문화적 발전에서, 미궁을 나타내는 많은 시각적 패턴은 미로처럼 막다른 길이 없었다. 대신, 하나의 길이 중앙으로 이어졌다.[8]
5. ↑  헤시오도스는 제우스가 에우로페를 크레타에 정착시킨 것에 대해 이렇게 말한다.
"...그는 그녀를 크레타 왕 아스테리온과 함께 살게 했다. 그곳에서 그녀는 미노스, 사르페돈 2세, 라다만티스 세 아들을 낳았다."[12]
6. ↑  
아서 에번스 경은 크노소스에서 작업한 많은 고고학자 중 첫 번째 인물로 이 아이디어에 대한 공로를 인정받지만, 그는 이 아이디어를 믿지 않았다.[27] 현대 학계는 일반적으로 이 아이디어를 부정한다.[4](pp.   42–43 )[7]:{{{1}}}
7. ↑  
칼리마코스는 미노타우로스를 다음과 같은 구절로 처음 언급한다.
"잔인한 울부짖음과 파시파에의 사나운 아들, 그리고 구불구불한 미궁의 꼬인 거처에서 탈출하여" ...[32]
8. ↑  
캐플란은 미노타우로스가 고대인들이 지진을 설명하려던 시도의 결과라고 주장한다.[33] 그는 고대 쓰나미에 의해 바다에서 분출된 바위에 붙은 해양 화석의 탄소 연대 측정 결과, 미노타우로스 신화가 처음 등장한 시기에 이 지역이 지각적으로 매우 활발했음을 보여준다고 지적한다.[34] 이를 고려할 때, 그는 미노스 문명 사람들이 발밑에서 "울부짖는" 무서운 지진을 설명하기 위해 이 괴물을 사용했다고 주장한다.
9. ↑  
타락천사들, 에리니에스[퓨리들], 그리고 보이지 않는 메두사는 디스 시의 방어벽에 위치해 있었다.[37]